# Bohuslav Ondráček
Bohuslav Ondráček (Pardubice, 27 giugno 1932 – Praga, 7 giugno 1998) è stato un produttore discografico, musicista e talent-scout cecoslovacco.
Conosciuto anche con lo pseudonimo di Boban Ondráček, nei primi anni '60 ha scoporte e prodotto Marta Kubišová e Václav Neckář e successivamente dal 1968 al 1970 ha prodotto il gruppo Golden Kids. È stato uno dei primi produttori di musica commerciale in Cecoslovacchia per l'etichetta Supraphone dedita soprattutto alla musica classica; i dischi da lui prodotti venivano pubblicati come "Bob-serie" fino ai primi anni '70 quando la Supraphone cessò ogni attività.